# Arbre à orchidées
Arbre à orchidées est un nom vernaculaire de plantes à fleurs ambigu. Il désigne des arbres et peut faire référence à :
- Amherstia nobilis, encore appelé Fierté de Birmanie, (de la tribu des Amherstieae)
- diverses espèces du genre Bauhinia (de la tribu des Cercideae)[1]